# マイオ基礎自治体
マイオ基礎自治体（ポルトガル語: Concelho do Maio）は、カーボベルデの基礎自治体のひとつ。

## 教区
- Nossa Senhora da Luz